# Encarsia bangalorensis
Encarsia bangalorensis is een vliesvleugelig insect uit de familie Aphelinidae. De wetenschappelijke naam is voor het eerst geldig gepubliceerd in 1989 door Hayat.